# Les Turbans rouges
Pour plus de détails, voir Fiche technique et Distribution.
Les Turbans rouges (titre original : The Long Duel) est un film britannique de Ken Annakin, sorti en 1967.

## Synopsis
En 1920 au Fort de Najibadad, à la frontière du nord des Indes, les Banthas, une tribu de nomades, sont emprisonnés par l'officier Stafford et ce sous un prétexte futile. Sultan, chef de la tribu, parvient à s'évader et décide de mener une révolte. Réfugié dans la montagne avec son armée, Sultan déjoue les pièges tendus par les soldats anglais, tout en évitant de verser du sang.

## Fiche technique
- Titre original : The Long Duel
- Réalisation : Ken Annakin
- Scénario : Ernest Borneman, Geoffrey Orme et Peter Yeldham d'après une histoire de Ranveer Singh
- Directeur de la photographie : Jack Hildyard
- Montage : Bert Bates
- Costumes : John Furniss
- Décors : Alex Vetchinsky
- Direction artistique : Alex Vetchinsky
- Musique : Patrick John Scott
- Producteur : Ken Annakin
- Société(s) de production : Rank Organisation
- Société(s) de distribution : 
  -  Royaume-Uni : J. Arthur Rank Film Distributors
  -  États-Unis : Paramount Pictures
  -  France : PVB Editions
- Genre : Film d'aventure, Drame
- Pays :  Royaume-Uni
- Format :  couleur (Technicolor) - son  Mono - 35 mm - 2,35:1
- Langue originale : anglais, hindi
- Durée : 115 minutes (1 h 55)
- Dates de sortie :
  - Royaume-Uni : 27 juillet 1967
  - États-Unis : 4 octobre 1967 (Los Angeles), 1er novembre 1967 (New York)
  - France : 10 novembre 1967
- Sortie DVD : 13 novembre 2007 [1]
- Affiches : Raymond Elseviers (titre : Le Grand Duel, Belgique), Jean Mascii (France)

## Distribution

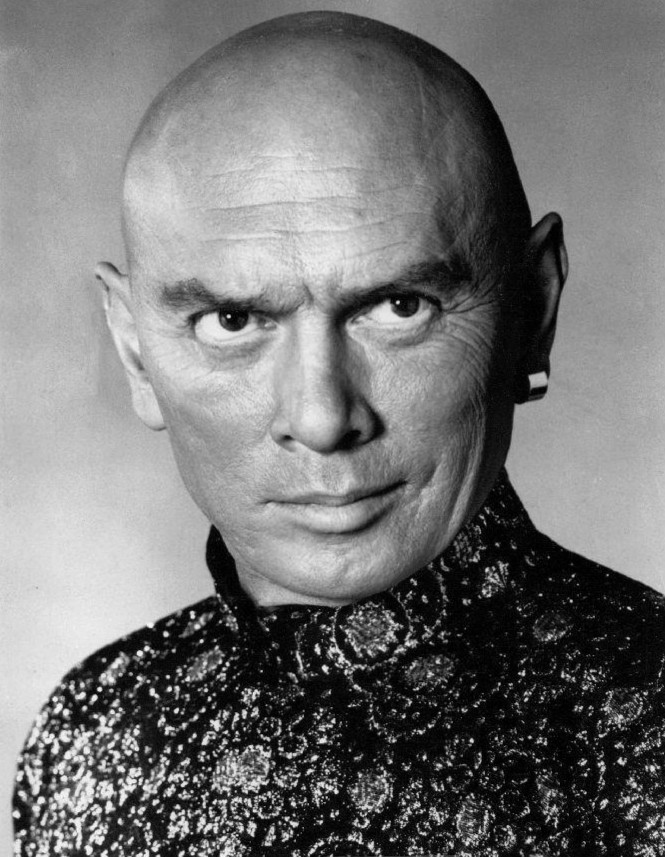
Yul Brynner en 1972

- Yul Brynner (VF : Georges Aminel) : Sultan
- Trevor Howard (VF : William Sabatier) : le capitaine Young
- Charlotte Rampling (VF : Anne Doat) : Jane
- Harry Andrews (VF : Louis Arbessier) : le surintendant Stafford
- Maurice Denham (VF : Roger Tréville) : le gouverneur
- Laurence Naismith (VF : Jean-Paul Moulinot) : le collecteur McDougal
- Patrick Newell (VF : Raoul Delfosse) : le colonel
- Paul Hardwick (VF : Sady Rebbot) : Jamadar
- Virginia North (VF : Béatrice Brunel) : Champa
- Andrew Keir (VF : Henry Djanik) : Gungaram
- George Pastel (VF : Albert Médina) : Ram Chand
- Rafiq Anwar (VF : Albert Augier) : Pahelwan
- Shivendra Shina (VF : Amidou) : Abdul
- Aldo Sanbrel (VF : Jean Berton) : Prom
- Zohra Sehgal (VF : Darling Légitimus) : Devi